# Pasivna jedrska varnost
Pasivna jedrska varnost,  so varnostni sistemi in ukrepi v jedrskih elektrarnah, ki v primeru nevarnosti, npr. izguba hladilne tekočine, ne potrebujejo človeškega posredovanja za stabilizacijo reaktorja in preprečitev jedrske nesreče. Pasivne sisteme se uporablja že pri konstrukciji reaktorja, tako da se v primeru nesreče, reaktor upočasni in jedrska reakcije se ustavi. Nekateri reaktorji imajo pasivne funkcije kot npr. elektromagneti držijo kontrolne palice nad reaktorjev, ko zmanjka elektrike se avtomatsko spustijo in ustavijo reaktor. Pri nekaterih starejših reaktorjih bi se hitrost reakcije še povečala in tako zahtevela človeško posredovanje za stabilizacijo - kar se imenuje aktivna varnost. 
Novejši reaktorji GEN III in III+ so precej bolj varni od drugogeneracijskih trenutno v uporabi. AP1000 Reaktor in ESBWR lahko ostaneta stabilna 72 ur brez človeškega posredovanja, Evropski tlačnovodni reaktor sicer ne uporablja pasivnih varnostnih v takem obsegu kot prva dva, vendar velja za zelo varen reaktor.